# پل باستوک
پل باستوک (انگلیسی: Paul Bastock؛ زادهٔ ۱۹ مهٔ ۱۹۷۰) بازیکن فوتبال اهل بریتانیا است.
از باشگاه‌هایی که در آن بازی کرده‌است می‌توان به باشگاه فوتبال کمبریج یونایتد، باشگاه فوتبال بث سیتی، باشگاه فوتبال سنت نئوتز تاون، باشگاه فوتبال بوستون یونایتد، باشگاه فوتبال دانستیبل تاون، باشگاه فوتبال چلتنهام تاون، باشگاه فوتبال رویستون تاون، باشگاه فوتبال داگنم و ردبریج، باشگاه فوتبال وورکساپ تاون، باشگاه فوتبال کترینگ تاون، و باشگاه فوتبال سنت آلبنز سیتی اشاره کرد.
وی همچنین در تیم ملی فوتبال England C بازی کرده‌است.
او در تاریخ ( ۱ ژونیه ) ۲۰۱۸ از فوتبال خداحافظی کرده است . 